# Seleção Chilena de Futebol
A Seleção Chilena de Futebol representa o Chile nas competições de futebol da FIFA.

## História
O primeiro jogo da história da "La Roja" foi em 1910, contra a Seleção Argentina, onde perdeu por 3 a 1. O time ficou dezessete anos sem vitórias, até a goleada de 7 a 1 contra a estreante Seleção Boliviana na Copa América.
- Copa do Mundo

O Chile já participou de nove Copas, sendo a primeira em 1930, quando ficou em 2º lugar de seu grupo; como só o 1º se classificava, o Chile foi pra casa mais cedo. Voltou a participar em 1950 e novamente não passou da 1ª fase. Ficou  algumas edições sem participar e voltou em 1962, quando sediou o torneio. Foi a melhor participação da seleção em Copas do Mundo, terminando em 3º lugar, após vencer a Iugoslávia por 1 a 0 na disputa do 3º Lugar. Em 1966 o Chile não passou da 1ª fase, assim como em 1974, quando o país voltou a Copa. Em 1982 novamente não passou da 1ª fase. Em 1986 não conquistou vaga.
Já entre 1990 e 1994, o Chile foi barrado de participar das disputas de Copa do Mundo pela FIFA. Foi resultado de um incidente durante um jogo das Eliminatórias para a Copa de 90 contra o Brasil, quando o goleiro chileno Roberto Rojas fingiu estar seriamente ferido por um rojão jogado pela torcida brasileira, para forçar um abandono da partida. O Brasil ganhava o jogo por 1 a 0 com 23 minutos restantes de jogo e uma derrota eliminaria o Chile da disputa. Esperando um novo jogo, os oficiais chilenos e a equipe médica escoltaram os jogadores para fora do campo. Após estudar o vídeo do jogo, a FIFA entendeu que o rojão não havia acertado Rojas e o evento todo foi uma encenação da equipe chilena. Rojas foi banido para sempre do futebol, o Brasil ficou com o resultado de 2 a 0 e a Seleção Chilena foi impedida de disputar partidas oficiais por cinco anos.
Voltou em 1998, ficando pelas oitavas de final, após perder para o Brasil. Não se classificou para as Copas de 2002 e 2006 e voltou em 2010, ficando novamente nas oitavas, perdendo novamente para o Brasil. Em 2014 a história se repetiu: derrota para o Brasil nas oitavas, porém em um confronto mais equilibrado com o empate de 1 a 1 no tempo normal e a vitória brasileira nos pênaltis. Vale ressaltar que o Chile jogou melhor durante boa parte da partida e poderia ter vencido na prorrogação, quando o centroavante Pinillia finalizou e acertou o travessão.
- Copa América

Na Copa América o Chile possui dois títulos, sendo que faturou o seu primeiro caneco em 2015 nos pênaltis, contra a Argentina; em 2016 venceu a Copa América Centenário novamente nos pênaltis diante da Argentina, conquistando o seu segundo título. Anteriormente seus melhores resultados haviam sido quatro vice campeonatos em 1955, 1956, 1979 e 1987.
- Copa das Confederações

Devido ao título da Copa América conquistado em 2015, a Seleção Chilena classificou-se para disputar a Copa das Confederações de 2017, na Rússia. O Chile conseguiu chegar à final, mas perdeu para a Alemanha por 1 a 0.
- Olimpíadas

O Chile participou pela primeira vez em 1984, sendo eliminado pela Itália nas quartas de final. Voltou em 2000, quando levou a medalha de bronze, batendo os Estados Unidos por 2 a 0. Em 2015, a Seleção Sub-20 disputou o Campeonato Sul-Americano e não conseguiu vaga para os Jogos Olímpicos de 2016 no Brasil.
- Jogos Pan-Americanos

Nos Jogos Pan-Americanos obteve uma medalha de prata em 1987 e duas medalhas de bronze em 1951 e 1963.
- Campeonato Mundial Sub-20

No Campeonato Mundial Sub-20 de 1987 obteve o 4º lugar, enquanto no Campeonato Mundial Sub-20 de 2007 conseguiu uma inédita 3ª colocação. Outro feito foi em 2009, quando venceu pela primeira vez o Torneio Internacional de Toulon tendo sido, inclusive, campeão invicto.

## Material esportivo
| Período       | Fornecedor     |
| ------------- | -------------- |
| 1973          | Le Coq Sportif |
| 1974–1983     | Adidas         |
| 1984          | Power          |
| 1984          | Penalty        |
| 1985          | Puma           |
| 1986          | Umbro          |
| 1987          | Power          |
| 1987–1988     | Puma           |
| 1988–1990     | Adidas         |
| 1990–1991     | Umbro          |
| 1992          | Avia           |
| 1993–1994     | Adidas         |
| 1995          | Rhumell        |
| 1996–2000     | Reebok         |
| 2000–2003     | Umbro          |
| 2003–2010     | Brooks         |
| 2010–2015     | Puma           |
| 2015–2021     | Nike           |
| 2021–presente | Adidas         |

## Títulos

### Títulos oficiais
| CONTINENTAIS | CONTINENTAIS | CONTINENTAIS | CONTINENTAIS |
|              | Competição   | Vezes        | Anos         |
| ------------ | ------------ | ------------ | ------------ |
|              | Copa América | 2            | 2015, 2016   |

 Campeão Invicto
Seleção olímpica
| EVENTOS MULTIESPORTIVOS | EVENTOS MULTIESPORTIVOS | EVENTOS MULTIESPORTIVOS | EVENTOS MULTIESPORTIVOS |
|                         | Competição              | Vezes                   | Anos                    |
| ----------------------- | ----------------------- | ----------------------- | ----------------------- |
|                         | Jogos Olímpicos         | 1                       | 2000                    |
|                         | Jogos Pan-Americanos    | 2                       | 1987, 2023              |
|                         | Jogos Pan-Americanos    | 2                       | 1951, 1963              |
|                         | Jogos Sul-americanos    | 1                       | 2018                    |

### Cronologia dos Títulos
| Sede           | Torneio      | Ano  | N.º |
| -------------- | ------------ | ---- | --- |
| Chile          | Copa América | 2015 | 1º  |
| Estados Unidos | Copa América | 2016 | 2º  |

### Títulos não oficiais
| TORNEIOS AMISTOSOS | TORNEIOS AMISTOSOS                | TORNEIOS AMISTOSOS | TORNEIOS AMISTOSOS                       |
|                    | Competição                        | Vezes              | Ano                                      |
| ------------------ | --------------------------------- | ------------------ | ---------------------------------------- |
| /                  | Taça Bernardo O'Higgins           | 2                  | 1957, 1966                               |
| /                  | Copa do Pacífico                  | 7                  | 1965, 1968, 1971, 1983, 1988, 2006, 2012 |
| /                  | Copa Juan Pinto Durán             | 2                  | 1971, 1979                               |
| /                  | Copa Carlos Dittborn Pinto        | 1                  | 1973                                     |
| /                  | Copa Provoste                     | 1                  | 1973                                     |
| Equador            | Torneio Quadrangular de Guayaquil | 1                  | 1984                                     |
| Indonésia          | Copa Independência                | 1                  | 1985                                     |
| /                  | Copa Expedito Teixeira            | 1                  | 1990                                     |
| Espanha            | Troféu Colombino                  | 1                  | 1992                                     |
| Canadá             | Copa Canadá                       | 1                  | 1995                                     |
| Chile              | Copa Cidade de Valparaíso         | 1                  | 2000                                     |
| Chile              | Copa Cidade de La Serena          | 1                  | 2011                                     |
| Chile              | Copa 250 Anos de Talcahuano       | 1                  | 2014                                     |
| China              | China Cup                         | 1                  | 2017                                     |

### Títulos de base

#### Seleção Sub-23
- Torneio Quadrangular de Guayaquil (Equador): 1 (1984[carece de fontes?])
- Copa TVN (Chile): 1 (1996)

#### Seleção Sub-20
- Copa Centenário da Batalha Naval de El Callao (Peru): 1 (1966[carece de fontes?])
- Torneio Internacional Sub-20 de L'Alcúdia (Espanha): 2 (1998, 2015)
- Suwon Cup (Coreia do Sul): 1 (2007[carece de fontes?])
- Torneio Quadrangular Sub-20 (Chile): 1 (2007[carece de fontes?])
- Torneio Internacional de Toulon (França): 1 (2009)
- Copa Antel (Uruguai): 1 (2012[7])
- Torneio de Oberndorf Sub-19 (Alemanha): 1 (2012)
- SBS International Cup (Japão): 1 (2017[8])
- Torneio Quadrangular Sport For Tomorrow Sub-21 (Paraguai): 1 (2018[9])

#### Seleção Sub-17
- Copa Kairos (Chile): 1 (1996)
- Milk Cup (Irlanda do Norte): 1 (1998)
- Copa UC Sub-17 (Chile): 1 (2009)
- Lafarge Foot Avenir (França): 1 (2017[10])

## Campanhas
| Seleção Principal                 | Seleção Principal | Seleção Principal          | Seleção Principal                | Seleção Principal                                               |
| Torneio                           | Campeão           | Vice-campeão               | Terceiro                         | Quarto                                                          |
| --------------------------------- | ----------------- | -------------------------- | -------------------------------- | --------------------------------------------------------------- |
| Copa do Mundo FIFA                |                   |                            | 1 (1962)                         |                                                                 |
| Copa das Confederações FIFA       |                   | 1 (2017)                   |                                  |                                                                 |
| Copa América                      | 2 (2015, 2016)    | 4 (1955, 1956, 1979, 1987) | 5 (1926, 1941, 1945, 1967, 1991) | 10 (1916, 1917, 1919, 1920, 1924, 1935, 1939, 1947, 1953, 1999) |
| Campeonato Pan-Americano          |                   | 1 (1952)                   |                                  |                                                                 |
| Seleção de Base                   |                   |                            |                                  |                                                                 |
| Torneio                           | Campeão           | Vice-campeão               | Terceiro                         | Quarto                                                          |
| Copa do Mundo FIFA Sub-20         |                   |                            | 1 (2007)                         | 1 (1987)                                                        |
| Copa do Mundo FIFA Sub-17         |                   |                            | 1 (1993)                         |                                                                 |
| Campeonato Sul-Americano Sub-20   |                   | 1 (1975)                   | 1 (1995)                         |                                                                 |
| Campeonato Sul-Americano Sub-17   |                   | 2 (1993, 2017)             | 1 (1997)                         |                                                                 |
| Pré-Olímpico Sul-Americano Sub-23 |                   | 2 (1984, 2000)             |                                  | 1 (2004)                                                        |
| Seleção Olímpica                  |                   |                            |                                  |                                                                 |
| Torneio                           | Ouro              | Prata                      | Bronze                           |                                                                 |
| Jogos Olímpicos                   |                   |                            | 1 (2000)                         |                                                                 |
| Jogos Pan-Americanos              |                   | 1 (1987, 2023)             | 2 (1951, 1963)                   |                                                                 |

## Títulos de base
Seleção Sub-23
- Copa TVN: 1 (1996)
- Copa Antel: 1 (2012)

 Seleção Sub-20
- Torneio Internacional de Toulon: 1 (2009)
- Copa Centenário da Batalha Naval de El Callao em Lima: 1 (1966)
- Torneio Internacional em Guayaquil: 1 (1984)
- Torneio Internacional de La Alcudia: 1 (1998)
- Copa Milk: 1 (2000)
- Copa Suwon: 1 (2007)
- Torneio Quadrangular: 1 (2007)
- Taça Amistosa de Reinauguração do Estádio Municipal de Mejillones: 1 (2008)
- Copa do Pacífico: 1 (2012)

Seleção Sub-19
- Torneio de Oberndorf: 1 (2012)

Seleção Sub-18
- Torneio João Havelange: 1 (2008)

Seleção Sub-17
- Copa Kairos: 1 (1996)
- Copa Milk: 1 (1998)
- Copa UC: 1 (2009)

## Desempenho nas Copas do Mundo
| Desempenho na Copa do Mundo | Desempenho na Copa do Mundo            | Desempenho na Copa do Mundo            | Desempenho na Copa do Mundo            | Desempenho na Copa do Mundo            | Desempenho na Copa do Mundo            | Desempenho na Copa do Mundo            | Desempenho na Copa do Mundo            | Desempenho na Copa do Mundo            |
| Ano                         | Fase                                   | Posição                                | J                                      | V                                      | E                                      | D                                      | GP                                     | GC                                     |
| --------------------------- | -------------------------------------- | -------------------------------------- | -------------------------------------- | -------------------------------------- | -------------------------------------- | -------------------------------------- | -------------------------------------- | -------------------------------------- |
| 1930                        | Primeira fase                          | 5º lugar                               | 3                                      | 2                                      | 0                                      | 1                                      | 5                                      | 3                                      |
| 1934                        | Não participou                         | Não participou                         | Não participou                         | Não participou                         | Não participou                         | Não participou                         | Não participou                         | Não participou                         |
| 1938                        | Não participou                         | Não participou                         | Não participou                         | Não participou                         | Não participou                         | Não participou                         | Não participou                         | Não participou                         |
| 1950                        | Primeira fase                          | 9º lugar                               | 3                                      | 1                                      | 0                                      | 2                                      | 5                                      | 6                                      |
| 1954                        | Não se classificou                     | Não se classificou                     | Não se classificou                     | Não se classificou                     | Não se classificou                     | Não se classificou                     | Não se classificou                     | Não se classificou                     |
| 1958                        | Não se classificou                     | Não se classificou                     | Não se classificou                     | Não se classificou                     | Não se classificou                     | Não se classificou                     | Não se classificou                     | Não se classificou                     |
| 1962                        | Terceiro lugar                         | 3º lugar                               | 6                                      | 4                                      | 0                                      | 2                                      | 10                                     | 8                                      |
| 1966                        | Primeira fase                          | 13º lugar                              | 3                                      | 0                                      | 1                                      | 2                                      | 2                                      | 5                                      |
| 1970                        | Não se classificou                     | Não se classificou                     | Não se classificou                     | Não se classificou                     | Não se classificou                     | Não se classificou                     | Não se classificou                     | Não se classificou                     |
| 1974                        | Primeira fase                          | 11º lugar                              | 3                                      | 0                                      | 2                                      | 1                                      | 1                                      | 2                                      |
| 1978                        | Não se classificou                     | Não se classificou                     | Não se classificou                     | Não se classificou                     | Não se classificou                     | Não se classificou                     | Não se classificou                     | Não se classificou                     |
| 1982                        | Primeira fase                          | 22º lugar                              | 3                                      | 0                                      | 0                                      | 3                                      | 3                                      | 8                                      |
| 1986                        | Não se classificou                     | Não se classificou                     | Não se classificou                     | Não se classificou                     | Não se classificou                     | Não se classificou                     | Não se classificou                     | Não se classificou                     |
| 1990                        | Desqualificado por causa do Caso Rojas | Desqualificado por causa do Caso Rojas | Desqualificado por causa do Caso Rojas | Desqualificado por causa do Caso Rojas | Desqualificado por causa do Caso Rojas | Desqualificado por causa do Caso Rojas | Desqualificado por causa do Caso Rojas | Desqualificado por causa do Caso Rojas |
| 1994                        | Banido por causa do Caso Rojas         | Banido por causa do Caso Rojas         | Banido por causa do Caso Rojas         | Banido por causa do Caso Rojas         | Banido por causa do Caso Rojas         | Banido por causa do Caso Rojas         | Banido por causa do Caso Rojas         | Banido por causa do Caso Rojas         |
| 1998                        | Oitavas de final                       | 16º lugar                              | 4                                      | 0                                      | 3                                      | 1                                      | 5                                      | 8                                      |
| 2002                        | Não se classificou                     | Não se classificou                     | Não se classificou                     | Não se classificou                     | Não se classificou                     | Não se classificou                     | Não se classificou                     | Não se classificou                     |
| 2006                        | Não se classificou                     | Não se classificou                     | Não se classificou                     | Não se classificou                     | Não se classificou                     | Não se classificou                     | Não se classificou                     | Não se classificou                     |
| 2010                        | Oitavas de final                       | 10º lugar                              | 4                                      | 2                                      | 0                                      | 2                                      | 3                                      | 5                                      |
| 2014                        | Oitavas de final                       | 9º lugar                               | 4                                      | 2                                      | 1                                      | 1                                      | 6                                      | 4                                      |
| 2018                        | Não se classificou                     | Não se classificou                     | Não se classificou                     | Não se classificou                     | Não se classificou                     | Não se classificou                     | Não se classificou                     | Não se classificou                     |
| 2022                        | Não se classificou                     | Não se classificou                     | Não se classificou                     | Não se classificou                     | Não se classificou                     | Não se classificou                     | Não se classificou                     | Não se classificou                     |
| 2026                        | Não se classificou                     | Não se classificou                     | Não se classificou                     | Não se classificou                     | Não se classificou                     | Não se classificou                     | Não se classificou                     | Não se classificou                     |
| Total                       | 9/21                                   | 0 títulos                              | 33                                     | 11                                     | 7                                      | 15                                     | 40                                     | 49                                     |

## Desempenho na Copa das Confederações
| Desempenho na Copa das Confederações | Desempenho na Copa das Confederações | Desempenho na Copa das Confederações | Desempenho na Copa das Confederações | Desempenho na Copa das Confederações | Desempenho na Copa das Confederações | Desempenho na Copa das Confederações | Desempenho na Copa das Confederações | Desempenho na Copa das Confederações |
| Ano                                  | Fase                                 | PG                                   | V                                    | E                                    | D                                    | GP                                   | GC                                   |                                      |
| ------------------------------------ | ------------------------------------ | ------------------------------------ | ------------------------------------ | ------------------------------------ | ------------------------------------ | ------------------------------------ | ------------------------------------ | ------------------------------------ |
| 2017                                 | Vice-Campeão                         | 6                                    | 1                                    | 3                                    | 1                                    | 4                                    | 3                                    |                                      |
| Total                                | 1/10                                 | 6                                    | 1                                    | 3                                    | 1                                    | 4                                    | 3                                    |                                      |

## Desempenho na Copa América
- 1916 - 4º colocado
- 1917 - 4º colocado
- 1919 - 4º colocado
- 1920 - 4º colocado  (sede)
- 1921 - Não participou
- 1922 - 5º colocado
- 1923 - Não participou
- 1924 - 4º colocado
- 1925 - Não participou
- 1926 - 3º colocado  (sede)
- 1927 - Não participou
- 1929 - Não participou
- 1935 - 4º colocado
- 1937 - 5º colocado
- 1939 - 4º colocado
- 1941 - 3º colocado  (sede)
- 1942 - 6º colocado
- 1945 - 3º colocado  (sede)
- 1946 - 5º colocado
- 1947 - 4º colocado
- 1949 - 5º colocado
- 1953 - 4º colocado
- 1955 - Vice-Campeão  (sede)
- 1956 - Vice-Campeão
- 1957 - 6º colocado
- 1959 - 5º colocado
- 1959 - Não participou
- 1963 - Não participou
- 1967 - 3º colocado
- 1975 - Primeira-Fase
- 1979 - Vice-Campeão
- 1983 - Primeira-Fase
- 1987 - Vice-Campeão
- 1989 - Primeira-Fase
- 1991 - 3º colocado  (sede)
- 1993 - Primeira-Fase
- 1995 - Primeira-Fase
- 1997 - Primeira-Fase
- 1999 - Primeira-Fase
- 2001 - Quartas de Final
- 2004 - Primeira-Fase
- 2007 - Quartas de Final
- 2011 - Quartas de Final
- 2015 - Campeão  (sede)
- 2016 - Campeão
- 2019 - 4º colocado
- 2021 - Quartas de Final
- 2024 - Primeira-Fase
- 2028 - A definir